# هسيون (جنود)

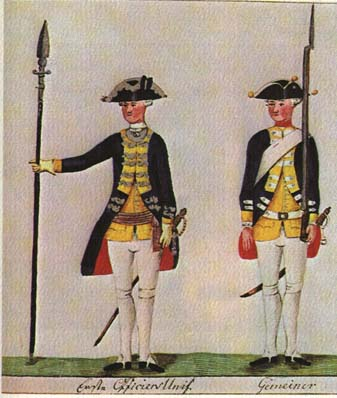
صورة لجنديين هسيين.

الهسِّيّون (بالإنجليزية: Hessian) (بالألمانية: Hessen) هم جنود ألمان خدموا في القرن الثامن عشر ضمن صفوف الجيش البريطاني، حيث استأجرتهم الإمبراطورية البريطانية للمشاركة في حرب الاستقلال الأمريكية. بلغ عددهم نحو ثلاثين ألف جندي، أُرسلوا إلى ثلاث عشرة مستعمرة أمريكية، وكان حوالي نصفهم من مقاطعة هسن الألمانية، في حين جاء الباقون من مناطق ألمانية مجاورة. في السياق الرسمي البريطاني، أُشير إليهم بلقب جنود هسن ، بينما أطلق عليهم الأمريكيون لقب مرتزقة.
كانوا يجندون في وحدات وليسوا كأفراد وكانوا يتقاضون أجوراً نظير خدمتهم لكن أمير المنطقة كان يتقاضى أغلب المال. كانت بريطانيا ترى أنه من الأسهل اقتراض المال لتدفعه لهم بدلاً من أن توظف مجنديها.
استخدمت بريطانيا جنود هسن للخدمة في الصراعات من ضمنها في إيرلندا لكنهم استخدموا في نطاق أوسع خلال حرب الثورة الأمريكية وقد وفر ذلك حملة تأييد واسعة من القوى العاملة لدعم القضية الموالية لاستقلال أمريكا.
قام الجانب المؤيد للاستقلال باستخدام الدعاية من حقيقة أن الجنود كانوا مرتزقة من غير البريطانيين. كما عرض عليهم الأمريكيون من خيرات الأرض للانضمام إليهم.
كما تم تجنيد المزيد من الوحدات الألمانية للخدمة في الجزر البريطانية.

## تاريخ
ما بين 1706 و1707 ما يقارب 10000 جندي من جنود هيسن خدموا في فيلق بإيطاليا فيما يسمى جيش سافوي بيوجين قبل الانتقال إلى هولندا الإسبانية في 1708. في 1714 تم استئجار ما يقارب 6000 جندي من قبل السويد لخوض حربها ضد روسيا بينما تم تأجير 12000 جندي لجورج الأول ملك بريطانيا في عام 1715 لقمع تمرد اليعقوبيين.
في خضم حرب الخلافة النمساوية في عام 1744، كان هناك ما يقارب 6000 جندي يخوضون الحرب مع الجيش البريطاني بينما كان 6000 آخرون من ضمن الجيش البافاري. وخلال عام 1762، كان 24000 جندي من أبناء إقليم هيسن يخدمون في جيش ألمانيا مع أمير فرديناند من برونزويك.
خلال حرب الثورة الأمريكية استأجرت بريطانيا العظمى محاربي هيسن من فريدريك الثاني، اللذي كان آنذاك لاندجراف هيسن-كاسيل (Hessen-Kassel) لقمع الثورة الأمريكية.
ما يقارب 30000 محارب خدموا في أمريكا كانوا يسمون جنود هسن لأن الغالبية العظمى منهم كانوا من هسن (ما يقارب 12929 محارباً) أتوا بقواتهم ووحداتهم وزيهم وآمريهم.
وأرسلت وحدات من قبل الكونت وليام هيس-هاناو؛ دوق تشارلز الأول من برونزويك-فولفنبوتل؛ الأمير فريدريك من فالديك؛ مارغريف كارل الكسندر أنسبخ-بايرويت، والأمير فريدريك أوغسطس من أنهالت-زيربست.
جنود هيسن لم يحاربوا بمفردهم، أميرهم حدد انضمام قوات من خارج الوحدات، وقد أجبر رجال كثيرون للانضمام للخدمة في هسن وقد تم إعدام الفارين من الخدمة.
كان جنود هسن يكونون ما يقرب ربع الجيش البريطاني خلال حرب الثورة الأمريكية
وكان من بينهم JÄGER (قناصة)، فرقة فرسان، ثلاث وحدات المدفعية، وأربع كتائب من الغرناد. وكان معظم المشاة من القناصة، الفرسان وكانوا مسلحين بالبنادق، في حين استخدمت المدفعية مدفع ثلاثة أرطال.
في البداية قدم فوج يصل متوسطه بين 500 و600 رجل. في وقت لاحق في الحرب، كانت الأفواج فقط 300-400 من الرجال.
وصل حوالي 18000 جندي من جنود هيسن لأول مرة في أمريكا الشمالية في عام 1776، ثم توالت وفود أكثر في وقت لاحق. هبطت القوات في جزيرة ستاتن في نيويورك يوم 15 أغسطس 1776.
كان الاشتباك الأول لهم في معركة لونغ آيلاند. قاتل جنود هيسن في كل معركة تقريبا، على الرغم من بعد 1777 استخدمتهم القوات البريطانية كقوات الحامية بالأساس. مجموعة متنوعة من أبناء إقليم هيسن قاتلوا في المعارك والحملات الانتخابية في ولايات الجنوب خلال 1778-1780 (بما في ذلك جيلفورد دار القضاء)، وحارب فوجين في حصار يورك تاون عام 1781.
استخدام بريطانيا لجنود هيسن أزعج مشاعر الأمريكيين مما دفع بعض الموالين لصالح الثورة حيث كان يرى استخدام بريطانيا قوات من غير الناطقين الإنكليزية لإخماد التمرد على أنها إهانة. كان يعامل الرعايا البريطانيين بشكل غير مختلف عن الرعايا الغير بريطانيين. حزب المحافظين الموالي لبريطانيا يعتقد أن المستعمرين البريطانيين يستحقون أكثر من الأعداء المرتزقة.

## الأسرى
في معركة ترينتون، فوجئت قوات من جنود هيسن المكونة من 1400 مقاتل من قبل المحليين فخلف ذلك حوالي 20 قتيلا، و100 جريحا، و1000 من الأسرى. وكان جيش الجنرال جورج واشنطن عبر نهر ديلاوير لإجراء هجوم مفاجئ على جنود هيسن في صباح 26 ديسمبر 1776.
سجلات عائلة يوهان نيكولاس بهنر، واحد من أبناء إقليم هيسن تم الإستيلاء عليها في معركة ترينتون، تشير السجلات إلى أن بعض جنود هيسن قد أخبروا بأنهم مطلوبون للدفاع في أمريكا ضد السكان المحليين. عندما وصلوا أمريكا الشمالية، اكتشفوا أنهم قد تم التعاقد معهم لمحاربة المستعمرين البريطانيين، بدلا من الهنود.
وقد عُرض الأسرى منهم في معركة ترينتون عبر شوارع فيلادلفيا لرفع معنويات الأمريكيين. وقد ساعد هذا الأمر الجنرال جورج واشنطن في تجنيد مزيد من الجنود وأرسل السجناء للعمل في المزارع.
في أوائل 1778 تم عقد مفاوضات لتبادل الأسرى بين واشنطن والقوات البريطانية بشكل جدي بحيث يعود كل أسير أمريكي بدلاً من أسير من جنود هيسن.
نيكولاس بهر، جاكوب ستروب، جورج غايسلر، وكونراد كرام عدد قليل من الجنود الذين فروا من القوات البريطانية بعد تبادل الأسرى مع الأمريكيين فتم قتلهم من قبل القوات البريطانية لهروبهم.
حاول الأميركيون إغراء الجنود للاستيطان في أمريكا والانضمام للأمريكيين ذوي الجذور الألمانية، وأذن الكونغرس الأمريكي بعرض 50 فدانا (حوالي 20 هكتار) من الأراضي لكل جندي من جنود هيسن لتشجيعهم على التوطن. كما عرضوا 50-800 فدان على الجنود البريطانيين، اعتمادا على المرتبة.
في أغسطس 1777، رسالة ساخرة، «للبيع من أبناء إقليم هيسن»، وزعت على نطاق واسع. زُعم أن قائد الجنود يريد مزيدا من القتلى حتى انه يمكن تعويضه بشكل أفضل، وظلت هذه الرسالة لسنوات عديدة، وكان صاحب الرسالة غير معروف. في عام 1874، ترجم جون بيغلو إلى الإنكليزية (من النسخة الفرنسية) وادعى أن بنيامين فرانكلين كتبها، بما في ذلك في سيرته الذاتية، حياة بنجامين فرانكلين، نشرت تلك السنة. لا يبدو أن هناك أي دليل لدعم هذا الادعاء.
عندما استسلم الجنرال البريطاني جون بيرجوين إلى الجنرال الأمريكي هوراشيو غيتس خلال حملة ساراتوجا في عام 1777، وشملت قواته حول 5,800 جندي.
وتم التفاوض على الاستسلام في اتفاقية ساراتوجا، وأصبح بقايا جيش بيرجوين معروف باسم جيش الاتفاقية. نسبة كبيرة من جيش الاتفاقية هم من جنود هيسن من برونزويك-ونيبورغ تحت قيادة الجنرال ريدزيل.
تم قيد السجناء إلى شارلوتسفيل، فرجينيا، حيث تم سجنهم في ثكنة ألبيمارل حتى 1781. من هناك، تم إرسالهم إلى ريدينج، ولاية بنسلفانيا، حتى 1783.

## انتهاء الحرب
خدما ما يقارب 29839 في الأمريكيتين، وبعد انتهاء الحرب في عام 1783، عاد نحو 17313 جندي من جنود هيسن إلى وطنهم الأم «ألمانيا» من 12526 الذين لم يعودوا، كان حوالي 7700 توفي. وقتل نحو 1200 في العمل، وتوفي 6345 في حوادث مختلفة، ومعظمهم من السابق.
ما يقرب من 5000 أبناء إقليم هيسن استقروا في أمريكا الشمالية، في كل من الولايات المتحدة وكندا.

## أيرلندا 1798
بعد معركة ماينز في عام 1795، هرعت قوات بريطانية من جنود هسن إلى أيرلندا في عام 1798 للمساعدة في قمع تمرد قام به «مجتمع الأيرلنديون المتحدون» وهي المنظمة التي عملت أولاً لإصلاح البرلمان. تأثراً بالثورات الأمريكية والفرنسية، بدأ أعضائها من قبل 1798 وكانت تسعى لاستقلال أيرلندا.
الكتيبة بارون هومسيش الثانية من الرماة شرعت في 11 أبريل 1798 من جزيرة وايت متجهة إلى ميناء كورك. وإنضم لها في وقت لاحق جاغر هنتر الكتيبة 5 فوج 60. كانوا منخرطين في معركة فينجر هيل وفولكسميلز 1798، كان جنود هسن سيئي السمعة في أيرلندا لأعمالهم الوحشية والقسوة تجاه سكان وكسفورد.

## وحدات جنود هيسن أثناء الثورة الأمريكية
أنهالت-زربيست
• الأميرة روشنبلات من فوج أنهالت
• جاغر شركة نيبونو
• شركة أنهالت-زربيست من المدفعية
أنسبخ-بايرويت
• 1 فوج أنسبخ-بايرويت (في وقت لاحق فوج فون فولت؛ أنسبش الكتيبة 1)
• 2 فوج أنسبخ-بايرويت (في وقت لاحق فوج زيبوتن؛ كتيبة بايرويت 2)
• ييغر شركة أنسبخ
• شركة المدفعية أنسبخ
برونزويك-فولفنبوتل
• الفارس فوج الأمير لودفيغ
• رماة القنابل الكتيبة بريمان
• ضوء المشاة الكتيبة فون بارنر
• فوج ريدزيل
• فوج شبريخت
• فوج الأمير فريدرش
• فوج فون ريتس
• شركة جيسو من برونزويك ياجنر
هيس-كاسل
• ياغر فيلق هيس-كاسل
• فوزلر فوج فون دتفورت (v. Ditfurth؛ لا توجد الثاء في الألمانية؛ th هي تاء، مثل t)
• فوزلر فوج ولي عهد اللاندغراف (Erprinz); في وقت لاحق الفارس فوج ولي عهد اللاندغراف (1780)
• فوزلر فوج فون كْنوبهاوزن (v. Knyphausen)
• فوزلر فوج فون لوسبرغ (v. Lossberg)
• رماة القنابل فوج فون [رل] (في وقت لاحق فون ويلورث (1777)؛ فون ترمباخ (1779)؛ دي أنجليلي (1781 م))
• 1 الكتيبة الغرناد فون لينزينق
• 2 كتيبة الغرناد فون بلوك (في وقت لاحق فون لينجريك)
• 3 الكتيبة الغرناد فون ميننقرود (في وقت لاحق فون وفينشتاين)
• 4 الكتيبة الغرناد فون كولر (في وقت لاحق فون غراف؛ فون بلات)
• حامية فوج فون بينو
• حامية فوج فون هوين (في وقت لاحق فون بينينغ)
• حامية فوج فون شتاين (في وقت لاحق فون سيتز؛ فون بروبيك)
• حامية فوج فون فيزنباخ (في وقت لاحق فون كنوبلوخ—v. Knobloch)
• فوج المشاة ليب
• الفارس فوج فون دونوب (v. Donop)
• الفارس فوج فون ترومباخ (في وقت لاحق فون بوزي (1779))
• الفارس فوج فون ميرباخ (في وقت لاحق يونغ فون ليزبورج (1780))
• الفارس فوج الأمير كارل
• الفارس فوج فون فوتغناو (v. Wutginau); في وقت لاحق لانقراف (1777)
• هيس-كاسل سلاح المدفعية
هيس-هاناو
• شركة بوش والمدفعية جاغر فيلق
• فون كريزبرق لل
• فري فيلق يانكي
• هيس هاناو أيربنتز فوج فالديك
• فالديك فوج 3

## في الثقافة الشعبية
- مجموعة واشنطن إيرفنج تتضمن الكتاب كروكي (1819) قصة "أسطورة سليبي هولو"، الذي تتضمن شخصية معروفة الآن باسم «فارس مقطوع الرأس». وصف ايرفينغ بأنها «شبح أحد افراد قوات جنود هيسن، الذي كان قد حمل رأسه كرة مدفع في إحدى المعارك المجهولة خلال معركة أثناء الحرب الثورية.»
- شارك د. و. جريفيث في كتابة وإخراج فيلم قصير، المرتدين من هيسن (1909)، حول المراحل المبكرة من الثورة الأمريكية.
- قصة قصيرة «بانكر هيل الأرنب» (1950) تدور أحداثها خلال الحرب الثورية، باغز باني يواجه الجندي سام فون شرام من جنود هيسن.
- في عام 1972 رواية بعنوان جنود هسن بواسطة هوارد فاست ركز خلالها على جندي من هيسن يحاول الهرب.